# Wodnik chathamski
Wodnik chathamski (Hypotaenidia dieffenbachii) – gatunek średniej wielkości ptaka z rodziny chruścieli (Rallidae). Występował na wyspach Chatham, Pitt i Mangere Island. Znany z jednego okazu, pozyskanego w 1840, i szczątków subfosylnych. Wymarły, niewidziany od czasu odkrycia.

## Taksonomia
Po raz pierwszy gatunek opisał George Robert Gray w 1843 w Travels in New Zealand. Holotyp pochodził z Wysp Chatham, nie podano, z której dokładnie. Autor nadał nowemu gatunkowi nazwę Rallus Dieffenbachii; odkrywcy gatunku, Ernstowi Dieffenbachowi, pozyskanie żywego okazu miało przyjść z wielkim trudem. Holotyp przechowywany jest w Muzeum Historii Naturalnej w Tring i oznaczony numerem NHM 1842.9.29.12. Pozyskany został między majem a lipcem 1840, zaś skatalogowany w 1842. Według Jamesa Greenwaya (1967) istnieje również okaz przechowywany w zbiorach w Bremie, jednak większość innych źródeł o nim nie wspomina.
Gatunek opisywany był pod licznymi synonimami; przydzielano go m.in. do rodzajów Rallus, Ocydromus, Cabalus, Nesolimnas, Gallirallus i Hypotaenidia. Międzynarodowy Komitet Ornitologiczny (2021) umieszcza go w rodzaju Hypotaenidia. W 1872 Frederick Wollaston Hutton opisał innego nielotnego chruściela – wodnika brązowego (Cabalus modestus). Niektórzy autorzy uznawali go za młodocianego wodnika chathamskiego, jednak później sam Hutton przedstawił dowody na odmienny stan rzeczy, mimo że wspierali go inni autorzy, m.in. Tommaso Salvadori, Henry Ogg Forbes i Olaus Murie. W biegu historii został również przydzielony do monotypowego rodzaju Nesolimnas (Andrews, 1896), jak i uznany za przedstawiciela innego gatunku – wodnika białobrewego (H. philippensis).
Prawdopodobnie zarówno wodnik chathamski, jak i brązowy (Cabalus modestus) wyewoluowały od wspólnego przodka, przypominającego wodnika białobrewego (H. philippensis). Na odrębność tych dwóch gatunków wskazują także dowody osteologiczne i badania mtDNA. Wodnik chathamski jest obecny w zapisie kopalnym z wysp Mangere Island i Chatham.

### Nazewnictwo
Epitet gatunkowy upamiętnia Ernsta Dieffenbacha, odkrywcę gatunku; angielska nazwa tego ptaka również nawiązuje do niemieckiego przyrodnika. Według autora pierwszego opisu rdzenna ludność z grupy Moriori nazywała te ptaki moeriki, można również spotkać się z zapisem mehoriki i meriki. Przybyli później na wyspy Maorysi nazywali go Popotai.

## Morfologia i anatomia

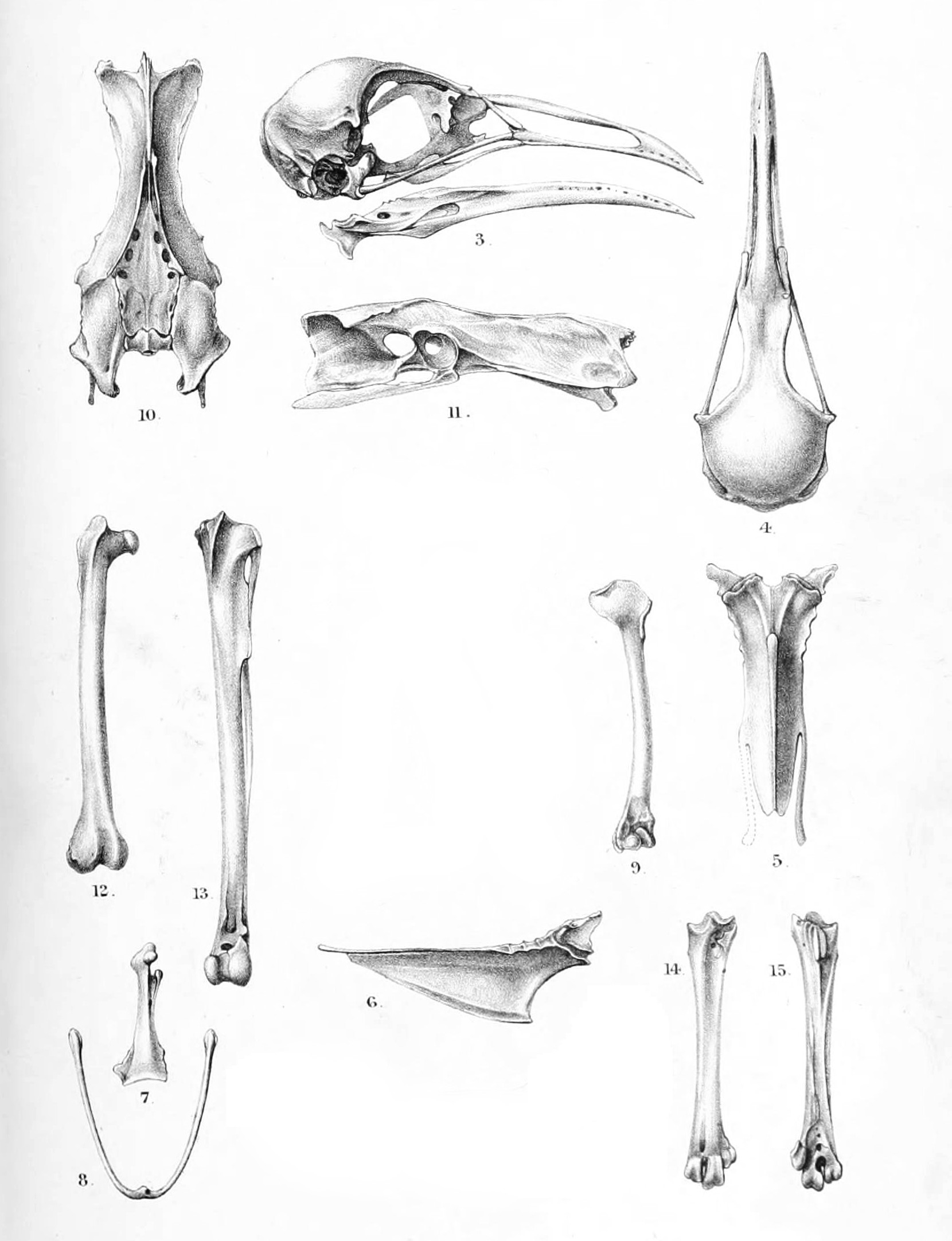
Ilustracja z 1896

Był to średniej wielkości chruściel. Długość ciała u holotypu wynosiła około 32,5 cm (oryginalne wymiary podane w calach, zaokrąglono z dokładnością do 0,5 cm). Dziób mierzył blisko 4 cm długości, skrzydło – 13 cm, ogon – 9 cm, natomiast skok – 4 cm. Upierzenie wodników chathamskich było bardziej zwarte niż u wodników brązowych, u których w piórach niemal nie występowały haczyki. Dalszy opis dotyczy holotypu. Grzbiet jest oliwkowobrązowy, pokryty płowymi i czarnymi pasami. Pierś oraz niższa część tylnej części szyi mają barwę żółtordzawą, czarno paskowane. Na rdzawych barkówkach, lotkach oraz pokrywach podogonowych znajdują się czarne pasy. W niższej części gardła, na piersi, brzuchu oraz po bokach ciała widnieją czarne pasy na białym tle. Ciemię, tył głowy, policzek i pas biegnący pod okiem cechuje barwa oliwkowobrązowa, z czego na dwóch ostatnich dostrzec można rdzawy nalot. Przez oko przebiega biały pas, dalej za okiem i na gardle kolor przechodzi w szary. Ogon ciemnobrązowy, przy nasadzie widnieje poprzeczny, rdzawy pas. Górna krawędź dzioba jest wypukła, na końcu dziób zgina się w dół.
Układ kostny wodnika chathamskiego przypominał morfotyp weki. Mostek wodników chathamskich był stosunkowo dobrze rozwinięty, w porównaniu do zredukowanego u wodników brązowych. Łopatka była stosunkowo smukła. Widełki zrastały się w kształt litery U, pod kątem blisko 45°.

## Zasięg, ekologia i zachowanie
Wodnik chathamski występował na Mangere i Chatham, na co wskazuje zapis kopalny, a według Olsona występowały również i na Pitt. Znane są tylko dwa opisy zwyczajów tych ptaków. Pierwszy, pochodzący z lat 30. XIX wieku, dotyczy ptaków z wyspy Pitt, być może właśnie wodników chathamskich (określono je jako ciemnobrązowe, wielkości kury). Miały zamieszkiwać skraje lasów i żerować na plaży, być nielotne i nie trudzić się ucieczką w razie sytuacji zagrożenia. Odkrywca gatunku wspomniał, że często słyszał krótki, przenikliwy głos tych ptaków dochodzący z zarośli.

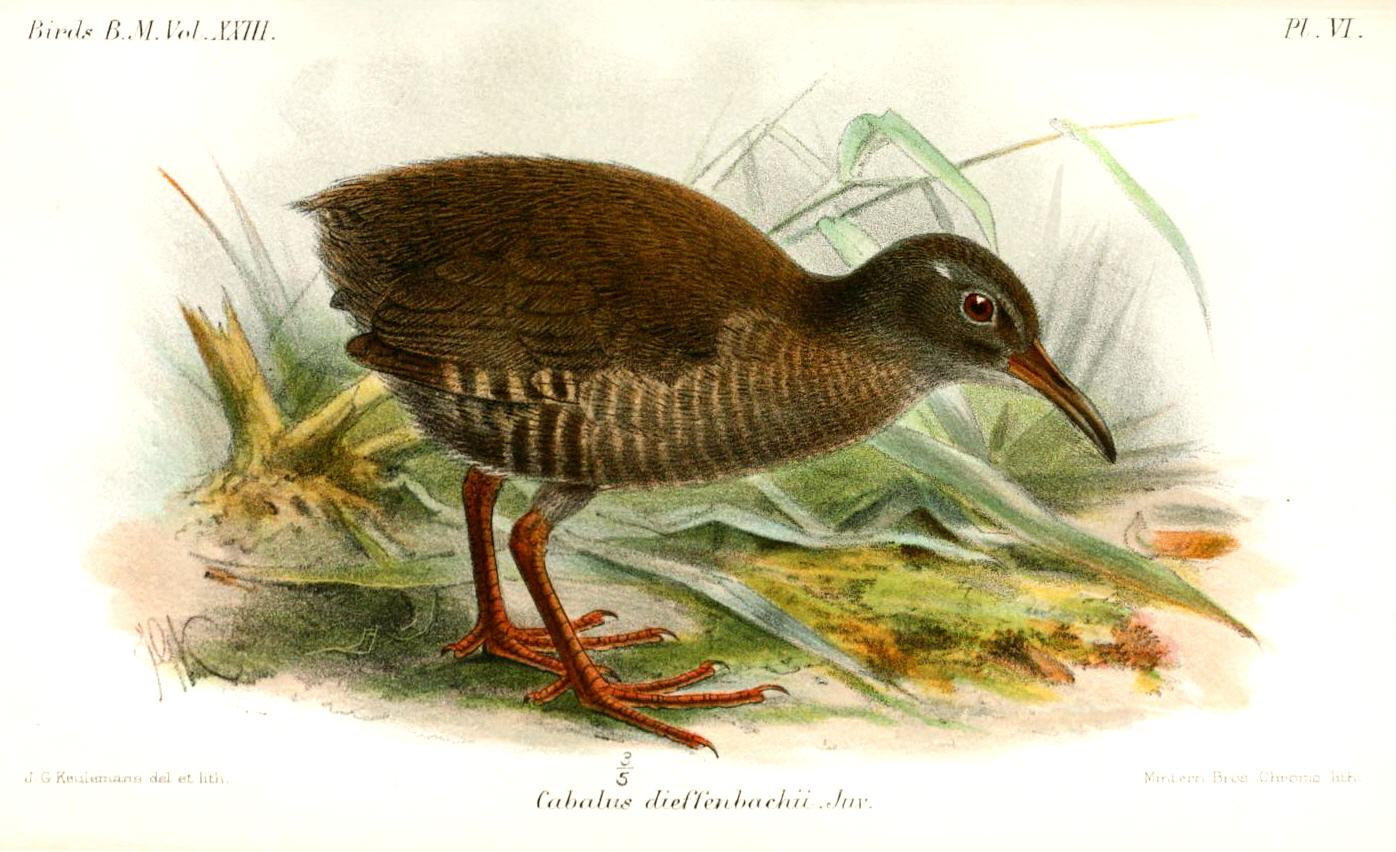
Wodnik brązowy (Cabalus modestus), błędnie podpisany jako młodociany wodnik chathamski. Autor: John Gerrard Keulemans, 1894

Drugi opis zaś przytoczył Alexander Shand w 1894 na łamach „Journal of the Polinesian Society”. Tu wodniki chathamskie przedstawiono jako ptaki łagodne, na które polować wolno było tylko w określonych porach roku, zaś dzieci besztano za zjedzenie ich jaj, jeśli nie zmieniła się ich pozycja (od złożenia). Do wodników tych nie dało rady się zbliżyć bez naśladowania ich odgłosów, co jest nietypowe, jak na tak łagodne ptaki. Jaja miały być pokryte plamkami, osiągać rozmiar średniej lub małej wielkości jaja kurzego. W 23. tomie katalogu ptaków w kolekcji Muzeum Brytyjskiego (1894) odnaleźć można informację o młodocianym samcu pozyskanym 1 czerwca na Mangere przez W. Hawkinsa, a znajdującym się początkowo w zbiorach Henry’ego O. Forbesa. Był to jednak błąd; Rothschild w Extinct Birds (1907) wzmiankuje o takim okazie, jednak w kontekście błędu popełnionego przez Sharpe’a, który powielił błąd Bullera i uznał ów okaz za reprezentujący H. dieffenbachii, a nie C. modestus, jakim jest w istocie.

## Status
Wodnik chathamski został wpisany na listę IUCN jako gatunek wymarły (EX, Extinct). Znany jest wyłącznie jeden okaz muzealny, a po jego pozyskaniu nie widziano już tych ptaków. Według korespondenta Bullera miały wyginąć w trzecim roku po pojawieniu się na głównej wyspie (Chatham) Maorysów (1835). Według odkrywcy gatunku były to niegdyś ptaki pospolite, przetrzebione później przez psy i koty wprowadzone na wyspy. W 1863 korespondent Bullera imieniem Roeriki nie był w stanie odnaleźć tych ptaków, mimo zachęcenia nagrodą. Oprócz psów i kotów, wodniki chathamskie były także zjadane przez ludzi. Rdzenna ludność łapała je w sidła, a ich mięso miało być bardzo delikatne, szczególnie pożądane przez osoby chore. S.L. Olson zasugerował, że wymarcie wodnika brązowego wynikało z konkurencji z większymi wodnikami chathamskimi, jednak zapis kopalny z Mangere wskazuje na to, że gatunki te normalnie współwystępowały ze sobą.